# Vattholma
Vattholma är en tätort i Uppsala kommun, belägen omkring 20 kilometer norr om Uppsala stad och fem kilometer norr om Storvreta. Vid SCBs avgränsning 2023 klassades området väster om järnvägen till en separat tätort Vattholma västra.
Vattholma, som ligger i Lena socken, var till 1971 centralort i  Vattholma storkommun.

## Befolkningsutveckling
| Befolkningsutvecklingen i Vattholma 1950–2020 | Befolkningsutvecklingen i Vattholma 1950–2020 | Befolkningsutvecklingen i Vattholma 1950–2020 | Befolkningsutvecklingen i Vattholma 1950–2020 | Befolkningsutvecklingen i Vattholma 1950–2020 |
| --------------------------------------------- | --------------------------------------------- | --------------------------------------------- | --------------------------------------------- | --------------------------------------------- |
|                                               |                                               |                                               |                                               |                                               |
| År                                            |                                               |                                               | Folkmängd                                     | Areal (ha)                                    |
| 1950                                          | 1950                                          |                                               | 464                                           |                                               |
| 1960                                          | 1960                                          |                                               | 419                                           |                                               |
| 1965                                          | 1965                                          |                                               | 396                                           |                                               |
| 1970                                          | 1970                                          |                                               | 450                                           |                                               |
| 1975                                          | 1975                                          |                                               | 494                                           |                                               |
| 1980                                          | 1980                                          |                                               | 1 413                                         |                                               |
| 1990                                          | 1990                                          |                                               | 1 607                                         | 112                                           |
| 1995                                          | 1995                                          |                                               | 1 525                                         | 114                                           |
| 2000                                          | 2000                                          |                                               | 1 492                                         | 114                                           |
| 2005                                          | 2005                                          |                                               | 1 413                                         | 114                                           |
| 2010                                          | 2010                                          |                                               | 1 427                                         | 116                                           |
| 2015                                          | 2015                                          |                                               | 1 410                                         | 113                                           |
| 2020                                          | 2020                                          |                                               | 1 392                                         | 127                                           |
|                                               |                                               |                                               |                                               |                                               |

## Samhället
Vattholma är delat i två med det gamla vallonbruket Wattholma bruk och Fyrisån i mitten. Vid det äldre området (nordväst om bruket), med bebyggelse från början och mitten av 1900-talet, fanns tidigare en järnvägsstation längs den då enkelspåriga Uppsala–Gävle Järnväg. Den ursprungliga järnvägsstationen revs på 1960-talet och ersattes 1991 av en hållplats för Upptåget (numera Mälartåg). Det är en av fyra stationer med reguljär persontrafik i Uppsala kommun. Under mitten av 1990-talet förnyades hållplatsen då järnvägen blev dubbelspårig här. I övrigt finns här också en idrottsplats, och på en höjd som vetter mot väg 290 till Uppsala finns Lena kyrka. Strax norr om Vattholma låg tidigare Salsta-Wattholma tegelbruk.
Den nyare delen av Vattholma ligger öster om bruket och består till stor del av radhus- och villabebyggelse från 1970- och 1980-talet. Här finns skola, äldreboende och butik. Under andra halvan av 1990-talet byggdes en sporthall i anslutning till skolan.  
Ortens enda affär, Tempo, drivs som franchise. Även en pizzeria och restaurang finns på orten, namnet är Vattholmas Kök.

## Näringsliv
Huvudartikel: Wattholma bruk
Den viktigaste arbetsgivaren var tidigare Vattholma bruk. Allmänna Brandredskapsaffären AB var länge ortens dominerande arbetsgivare och sysselsatte drygt 130 personer som mest. Slangklämmefabriken flyttade slutligen sin verksamhet till Anderstorp i Småland, vilket innebar att fabriken i bruket lades ner definitivt 1991.  
De tidigare ägarna av bruket var sedan lång tid tillbaka familjen von Essen, som var bosatta på Salsta slott. 
Vattholma bruk tillverkade bland annat gymnastikredskap och brandredskap. Företaget tillverkade även stegar och karosser till brandbilar. 
Från mitten av 1990-talet och fram till idag finns en företagsby inrättad i brukets gamla lokaler. Exempel på verksamheter som inryms där är pizzeria och restaurang, bilverkstad, svetsfirma, snickeri, inredningsföretag samt en handfull kontorsbaserade företagare.

## Evenemang
Här genomförs midsommarfirandet i Trekanten vid de gamla bruksgårdarna i nya Vattholma. Där förs på midsommardagen traditionsrika tävlingar mellan "bygdens ungdom" och dito från grannsamhället Rasbokil samt grannbyarna Rasbo och Skyttorp/Tensta. 
Firandet brukar gästas av stora artister. Bland annat har Thomas Di Leva, Lili & Susie, Nordman m.fl. stått för underhållningen.
Andra advent hålls en välbesökt julmarknad i Salsta Tegelstall. 
Arrangör för festen och julmarknaden är Wattholma Kultur & Hembygdsförening. 

## Idrott
Wattholma IF är en idrottsförening från orten med fotboll, tennis, bandy, skidor, ridning och ishockey på programmet.

## Kända personer med anknytning till Vattholma
- Den tidigare riksdagsledamoten (1991-2002) Gustaf von Essen (M) är från orten.
- Den tidigare riksdagsledamoten (2014-2018) Niclas Malmberg (MP) är bosatt på orten och engagerad i Vattholmas föreningsliv.
- Britta Persson, svensk musiker.
- Nils Bielke d.y. återfanns under lång period i husarrest på Salsta slott, som ligger strax utanför Vattholma.